# Pseudachorutes saxatilis
Pseudachorutes saxatilis är en urinsektsart som beskrevs av Macnamara 1920. Pseudachorutes saxatilis ingår i släktet Pseudachorutes och familjen Neanuridae. Inga underarter finns listade i Catalogue of Life.